# 保罗·布莱特纳
保罗·布莱特纳（德語：Paul Breitner，德語發音：[ˈpaʊ̯l ˈbʁaɪ̯tnɐ]；1951年9月5日—），德国前足球运动员，現為球探，為德国最具争议的足球界別人士之一，他以左派的政治信仰及作风而闻名。在役期间先后效力于拜仁慕尼黑、皇家马德里和布伦瑞克，及代表德国夺得1974年世界杯及1972年欧洲杯冠军。2004年，他入选了贝利拟定的“在世最伟大的125名球员名单（FIFA 100）”。自2007年起，布莱特纳成为拜仁慕尼黑的首席球探。

## 青年时期
作为一位政府官员的唯一儿子，布莱特纳成长于上巴伐利亚的弗赖拉辛，并在特勞恩施泰因就读基姆高高中（Chiemgau-Gymnasium）。当他10岁的时候加盟了科尔贝尔莫尔青年队（SV-DJK Kolbermoor），随后又转投其父亲任教的弗赖拉辛青年队（ESV Freilassing）。由于顽强的决心和抱负，布莱特纳为自己制定了艰苦的学习和训练课程，终于在1968年被提拔至德国青年国家足球队。在当时的集训中，布莱特纳与乌利·赫内斯成为队友并建立了亲密的友谊，时至今日双方仍在一起工作。1968年9月22日，布莱特纳在奥格斯堡代表德国国青队以1:4不敌南斯拉夫的比赛中首次披挂上阵，接着又陆续为国青队出场15次。1970年，布莱特纳完成高中学业及参加了高考，然后在慕尼黑师范学院接受高等教育，主修教育学、心理学和社会学，成为同时兼顾球员身份的特殊学生。

## 俱乐部生涯

### 拜仁慕尼黑（1970年-1974年）
1970年3月，原德国青年队主教练乌多·拉特克接任拜仁慕尼黑的主教练职务，同时希望迅速将其亲信乌利·赫内斯、莱纳·佐贝尔和布莱特纳招致麾下。年仅18岁的布莱特纳接受了这一邀请，与拜仁慕尼黑正式签署职业合同，并从师范学院退学。事实证明他的决定是正确的，因为在1970年8月15日，即当季德甲首轮比赛中布莱特纳便进入球队首发名单，第一次代表拜仁以1:1战平斯图加特。
拉特克十分器重这位来自上巴伐利亚的天才球员，并成功的将布莱特纳从前锋改造为后卫，这也使得后者得以迅速占据球队主力位置。作为一个杰出的进攻型翼衛，布莱特纳的作风硬朗、体能充沛、反应灵敏和身体强壮，并有标志性的大力射门能力。他体现了一个现代边后卫的特点：作用并不仅局限于防守，却总能在边路插上助攻。布莱特纳与一班天才球员，如弗朗茨·贝肯鲍尔、塞普·迈耶、盖德·穆勒和乌利·赫内斯等共同成为1970年代初德国足球巅峰时期的代表性人物，拜仁慕尼黑也因此拉开了最辉煌时代的序幕，随后上升为德国无可争议的顶级俱乐部，并在1972年、1973年和1974年夺得德甲三连冠。然而，布莱特纳在赛场外也极具轰动效应，他以德国文化运动革命者的形象示人，并多次公开表达自己的政治信仰，这在其职业生涯开始之处便带来了不少麻烦。在仪表上，布莱特纳留有一头蓬松的大卷发，并将它设为爆炸头样式，其络腮胡子也具有相同的特点。在公开场合，布莱特纳毫不避忌自己的左派倾向，他宣称自己是切·格瓦拉的崇拜者，而其随身携带的《毛主席语录》也总能成为媒体的焦点。由于政治立场和对俱乐部的批评，布莱特纳无可避免的招致了保守派俱乐部主席威廉·诺伊德克尔的不悦，后者甚至不顾阻挠希望在1973年将他转售。但在球队的抗议下，布莱特纳被允许留下来，并且随队赢得了1974年欧洲冠军杯冠军（决赛重赛以4:0战胜马德里竞技）。在随德国队赢得1974年世界杯冠军后，布莱特纳离开了拜仁前往西班牙，在提到原东家时，他表示“在这狗屎俱乐部甚至不能自由的欢庆胜利”。

### 皇家马德里（1974年-1977年）
1974年世界杯结束后，布莱特纳宣布转会他将转会西班牙豪门皇家马德里。后者的新任主教练米利扬·米利亚尼奇（原南斯拉夫主教练）在世界杯期间目睹了布莱特纳的卓越表现，并非常渴望将其签入。为了得到布莱特纳，皇家马德里向拜仁支付了约300万德国马克的转会费，这遭到德国国内舆论的强烈批评，因为皇家马德里在当时是得到独裁者弗朗西斯科·佛朗哥的公开支持。但自信的布莱特纳仅以简洁的一句话回应批评，“我同样也会去希腊的上校政权（Ich wäre auch ins Griechenland der Obristen gegangen.）”。
皇马的前任主教练米基爾·文奴斯在1973-74赛季仅带队取得西甲第八的成绩，球队迫切需要改变。米利亚尼奇对球员采取强硬的体能训练，同时不希望布莱特纳继续踢后卫，从而将他训练为一名中场球员。他与早一年加盟球队的君特·内策尔共同组成了强大的中场组合，负责掌控攻防的组织及节奏。皇马随即重回正轨，并在1975年成为联赛和杯赛的双冠王。布莱特纳与他的德国同胞在场外也保持着良好的关系，单身的内策尔甚至还多次参加前者的家庭活动。1976年，皇马成功卫冕西甲冠军，布莱特纳也再度进入欧洲冠军杯的半决赛，所不同的是此次他的身份是拜仁的对手。在次回合客场0:2不敌拜仁的比赛中，他遭到了慕尼黑奥林匹克体育场球迷无情的嘘声。
西班牙首都球队在布莱特纳加盟的第三年中表现令人失望，1976-77赛季结束后，他们排名西甲第九，仅领先降级区4个积分，因此米利亚尼奇被剥夺了主教练职务。

### 布伦瑞克（1977年-1978年）
经过三年的西班牙生活，布莱特纳的妻子渴望重返德国，而布莱特纳本人在经历了一个低迷的赛季后对此也并不反对。当他开始接洽德甲俱乐部时，却无人愿意支付为其支付高达160万德国马克的转会费——除了君特·马斯特。这位布伦瑞克的主赞助商及野格力娇酒行政总裁支付了转会所需资金并自愿向布莱特纳提供40万德国马克的天价年薪。但作为德甲中下游俱乐部的布伦瑞克与欧洲豪门皇马的反差太大，被视为世界级球星的布莱特纳始终难以融入球队，他还因经常批评队友而饱受诟病，尽管彼此的关系并没有决裂，但经常会让队友感到紧张。甚至连主教练布兰科·泽贝茨也责斥他不参与球队的防守，布莱特纳却回答：“我现在是核心球员，我们还有其他的防守队员”。在这样的氛围中，赛季前被寄予厚望的布伦瑞克在1976-77赛季结束后仅排名联赛第十三，布莱特纳则以10个联赛入球回应了批评。仅在效力一年后，布莱特纳便告别了他的队友。尽管表现差强人意，他对布伦瑞克生涯还是给予乐正面评价，并表示这一经历让他从中得益。

### 拜仁慕尼黑（1978年-1983年）

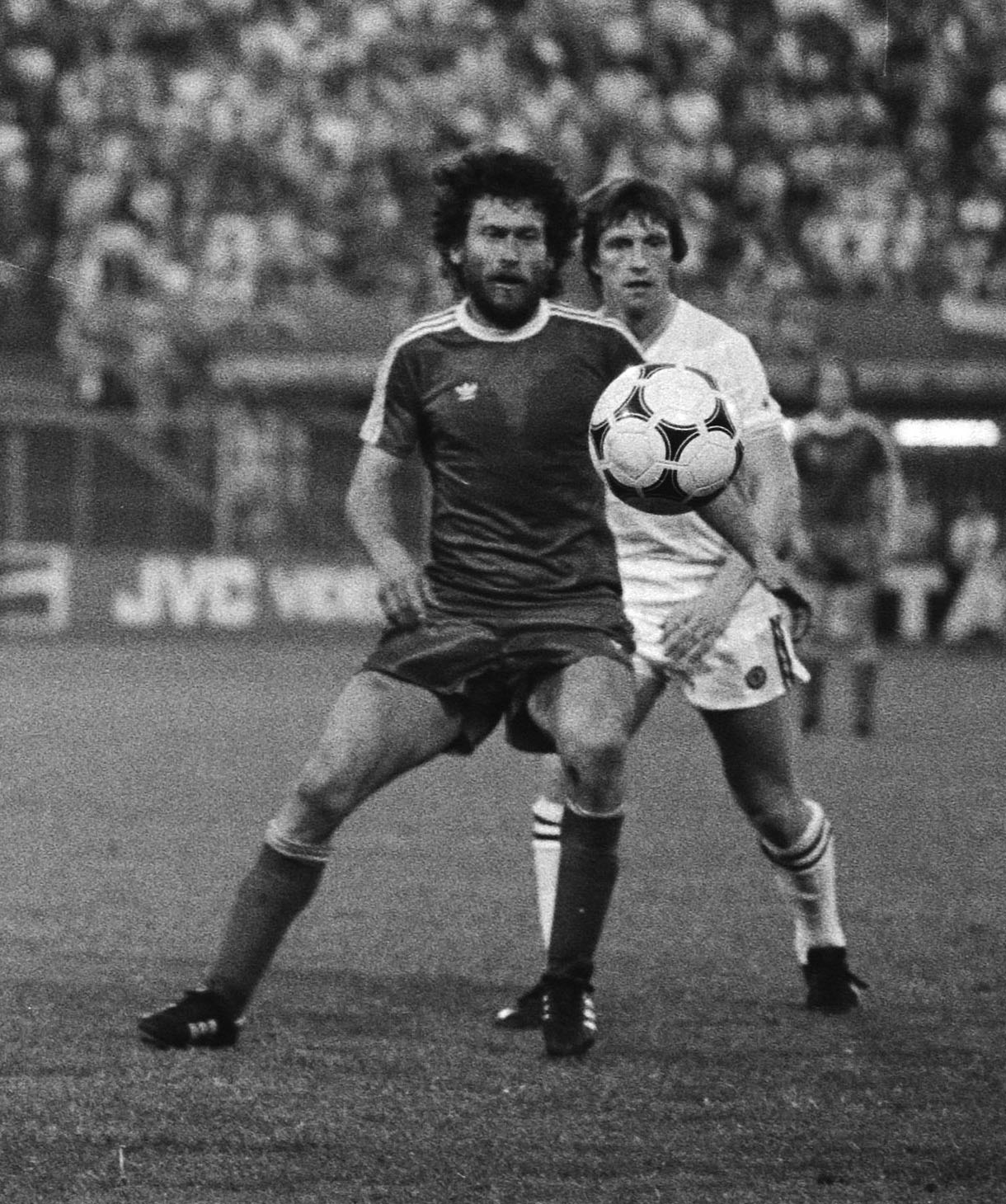
穿着拜仁球衣的布莱特纳（居前者）

1978年夏天，布莱特纳结束了与布伦瑞克的“错误结合”，以175万德国马克的身价重返拜仁慕尼黑。他的老朋友赫内斯促成马基路斯-道依茨与拜仁签署了一份利润丰厚的赞助合同，这也使得球队有足够的资金支付布莱特纳的转会费。拜仁在1970年代末期不再是过去的顶级球队，作为头号球星的贝肯鲍尔已经离开了俱乐部，塞普·迈耶和盖德·穆勒的职业生涯也趋于结束，阵容的青黄不接导致他们在联赛中表现平庸。但雄心勃勃的布莱特纳与赫内斯（1979年5月进入管理层）已经设定好了目标，要将荣耀重新带回慕尼黑，前者更想要证明他有带领球队夺得冠军的能力。虽然在1978-79赛季结束时拜仁取得了令人满意的第四名，但过程却是充满动荡。在布莱特纳连同队友与主教练久拉·洛兰特持续不断的发生冲突后，洛兰特终于在1979年初被解职；同时，任职多年的俱乐部主席威廉·诺伊德克尔也因管理不善无法服众而被迫辞职。
1978-80赛季，拜仁在经过多年的沉沦后获得重生：新任主教练帕尔·策纳伊肃清了队内拉帮结派的小圈子现象，以铁腕作风赢得了一众主力球员的信任，布莱特纳也开始接过队长袖标。当俱乐部巅峰时期的最后两位球星塞普·迈尔和格奥尔格·施瓦岑贝克结束了自己的职业生涯后，布莱特纳毫无争议的成为球队的领袖。作为中场组织者，他与前锋卡尔-海因茨·鲁梅尼格构成了一个默契的组合，二人的主导地位甚至为球队赢得了“布莱尼格之队（Breitnigge）”的称谓。布莱特纳主要为鲁梅尼格提供快速长传助攻，但他本身也是个危险的入球者（1981年射入17球，1982年射入18球）。拜仁在1980年夺得6年来的首个德甲冠军，并在一年后卫冕成功。在经过表现杰出的一个赛季后，布莱特纳当选了1981年度的德国足球先生，并在欧洲足球先生评选中落后队友鲁梅尼格而屈居第二。1982年，他又帮助拜仁在德国杯决赛中以4:2战胜纽伦堡加冕冠军，但却未能赢得欧洲冠军杯的宝座，因为他们在1982年欧洲冠军杯决赛中不幸的以0:1负于阿斯顿维拉。
一个赛季之后，布莱特纳持续遭受伤病困扰，并在1983年随拜仁出访亚洲时正式宣布退役。他参加的最后一场正式比赛是1983年5月23日拜仁在主场以0:1不敌沙尔克04。

## 国家队生涯
布莱特纳代表德国23岁以下国家足球队参加的唯一一场比赛是在1971年6月11日对阵阿尔巴尼亚（2:0），随后他即被德国国家足球队主教练赫尔穆特·舍恩召入参加国家队的北欧之旅。在国家队中，布莱特纳于1971年6月22日在奥斯陆以7:1大胜挪威的比赛中首次登场亮相，随即迅速占据了主力左后卫的位置。此后，他与赫内斯两人常被德国媒体冠以“幻想家（Himmelsstürmer）”或“魔法师（Zauberlehrlinge）”的称号。
1972年，德国赢得18年来的首个冠军头衔。国家队在1972年欧洲杯决赛中以3:0战胜苏联，并在四分之一决赛中于举世闻名的温布利球场以3:1战胜英格兰。布莱特纳作为国家队的一员入选了所谓的“温布利11人”，这也成为德国媒体常说的德国有史以来的最佳阵容。

### 1974年世界杯

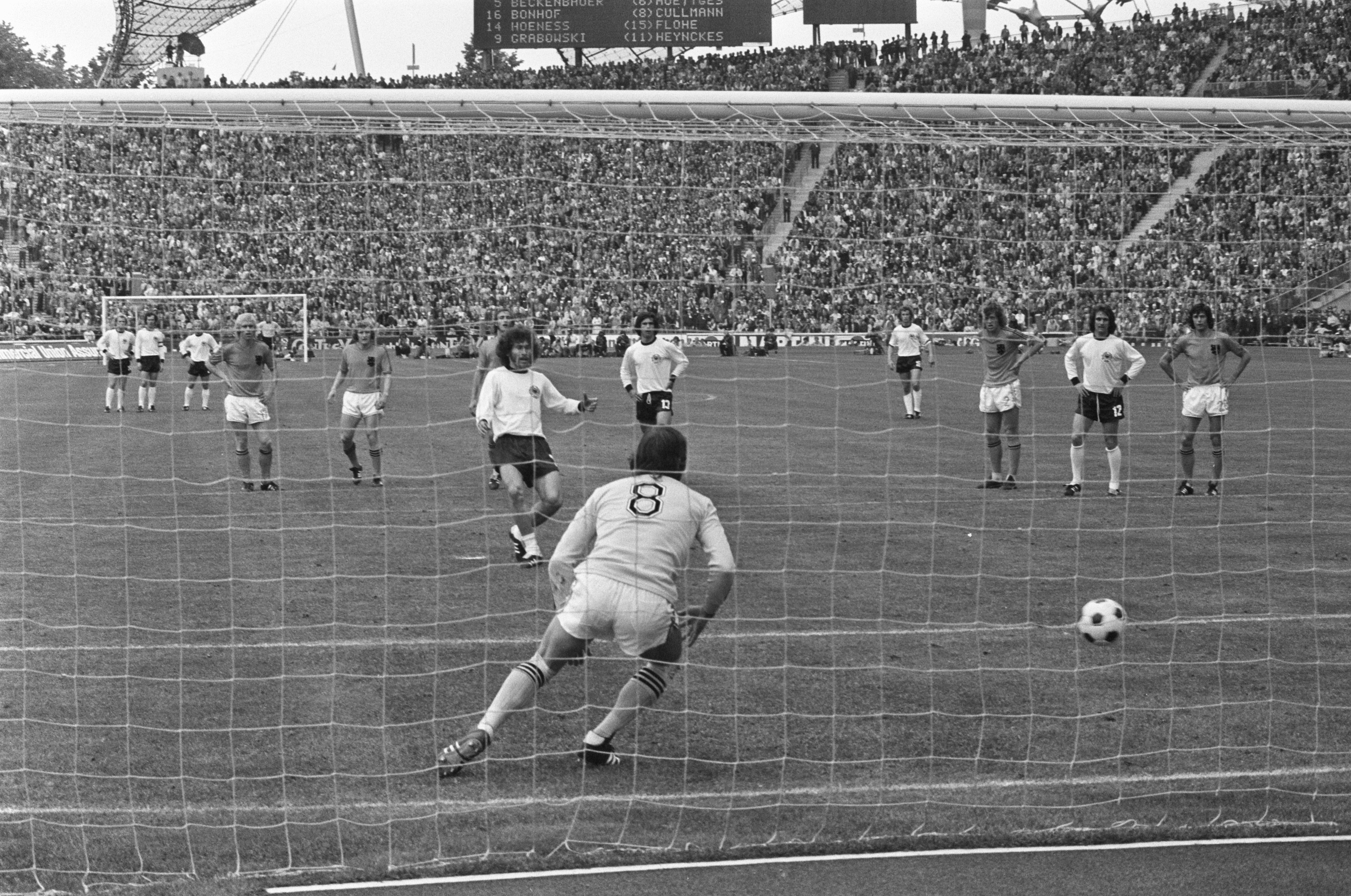
布莱特纳在1974年世界杯决赛主罚点球

1974年夏天举办的世界杯足球赛为东道主德国队带来巨大的压力，因为公众预期其表现不可低于亚军。在第一轮小组赛首场对阵智利的比赛中，德国队凭借布莱特纳一脚标志性的远射破门以1:0艰难取胜。尽管在揭幕战中取得开门红，德国却在随后的比赛中0:1历史性的不敌东德，仅以分组第二的身份晋级第二轮小组赛。经历这场尴尬的失败后，年仅22岁的布莱特纳迅速成长为与贝肯鲍尔并肩的球员领袖，并在第二轮小组赛中再度取得入球（以2:0战胜南斯拉夫的比赛中射入第2球），帮助德国进入在慕尼黑举办的决赛。决赛中面对巨星约翰·克鲁伊夫领衔的荷兰队，布莱特纳表现抢眼，虽然他并不是一名射手，却在第25分钟时负责主罚了扳平比分的一计点球，并帮助德国队最终夺冠。根据统计，这也是布莱特纳在整个赛事期间发挥最为出色的一场比赛。

### 与德国足协的纷争（1974年-1981年）
在随后的几年中，布莱特纳因其妨碍者和假革命者的名声而被剥夺了国家队球衣。在1974年夺得世界冠军后，他被国家队主教练舍恩除名，并宣布就此退出国家队。舍恩及一些德国足协的官员不希望因为布莱特纳的个人作风受到媒体的广泛关注而影响球队。事实上，布莱特纳在负面的经历后已经转会国外，并与君特·内策尔成为队友，但德国足协仍坚决反对将这两位效力海外的球员召入国家队。唯一的例外是在1975年10月，在分别对阵保加利亚和希腊的两场欧洲杯预选赛中，布莱特纳和内策尔在舆论压力的影响下重返德国队作赛。此后，布莱特纳等待了6年，才再度迎来国家队的征召。在此期间，布莱特纳作为《图片报》的一名专栏作家，猛烈抨击了德国足协及国家队。尽管存在各种困难，后任国家队主教练尤普·德瓦尔还是在1981年初将倔强的布莱特纳重新召入国家队。其中一个原因是德国队在1981年于乌拉圭举行的小世界杯中表现不佳，公众要求在拜仁发挥出色的布莱特纳重返国家队。德瓦尔希望将布莱特纳作为“强人”融入球队，并成为球队的领袖球员。1981年4月29日，布莱特纳在国家队于汉堡以2:0战胜奥地利的比赛中正式复出。

### 1982年世界杯
布莱特纳连同他的拜仁队友卡尔-海因茨·鲁梅尼格被认为是1982年世界杯足球赛德国队取得成功的希望。但在赛事开始前德瓦尔的球队显然缺乏锻炼：由于国家队在施盧赫湖的集训过于宽松，媒体遂将此集训地点谑称为“饮酒湖”。德国在小组赛首场比赛便表现孱弱，以1:2不敌阿尔及利亚。随后在与奥地利的比赛中，因后者已提前出线，德国非常“默契”的以1:0战胜对手，布莱特纳也参与了这些比赛。此前表现拙劣的布莱特纳在第二阶段比赛中的状态明显提升，并帮助球队在半决赛对阵法国的比赛中依靠点球决战涉险取胜。因此，他在职业生涯中第二次进入世界杯决赛，面对由迪诺·佐夫领衔的意大利。然而，在与蓝衣军团的决赛中，德国表现明显逊色，布莱特纳也没有展现出影响比赛结果的能力，他仅在3球落后的情况下在第83分钟射入安慰性的一球，成为迄今为止唯一一位在两届世界杯决赛中均取得入球的德国球员。除他以外，只有两位巴西人贝利和瓦瓦、以及法国人齐内丁·齐达内曾实现这一壮举。
1982年世界杯决赛也成为布莱特纳参加的最后一场国家队比赛，赛后他正式宣布从国家队退役。在效力德国国家队期间，布莱特纳合共出场48次，并射入10球。

## 荣誉

### 国家队荣誉
西德队
- 世界杯冠军：1974年
- 欧洲足球锦标赛冠军：1972年

### 俱乐部荣誉
拜仁慕尼黑
- 德甲联赛冠军（5次）：1971/72年度、1972/73年度、1973/74年度、1979/80年度、1980/81年度
- 德国杯冠军（2次）：1970/71年度、1981/82年度
- 欧洲冠军杯冠军：1973/74年度

皇家马德里
- 西甲联赛冠军（2次）：1974/75年度、1975/76年度
- 国王杯冠军：1974/75年度

### 个人荣誉
- 德国足球先生：1981年
- FIFA 100